# Erquinghem-Lys

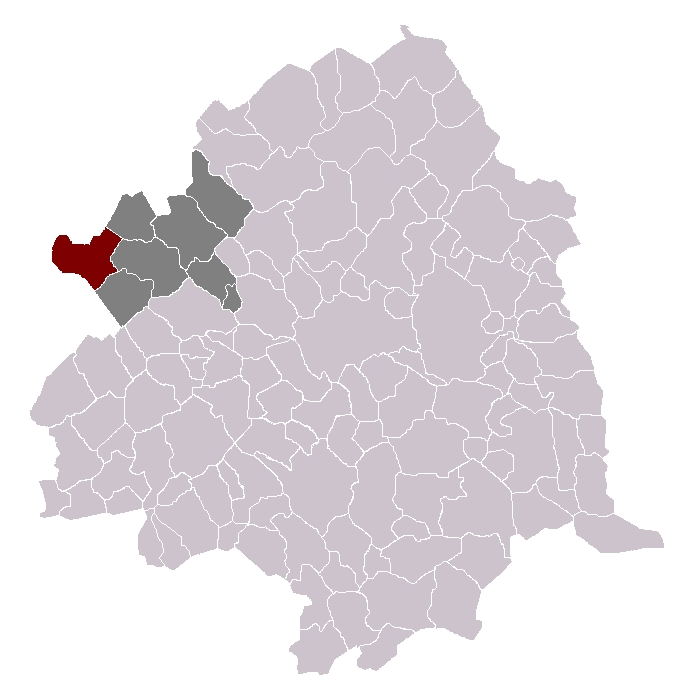
Ubicació d'Erquinghem-Lys dins del cantó i el districte

Erquinghem-Lys és un municipi francès, situat a la regió dels Alts de França, al departament del Nord. L'any 2006 tenia 1.615 habitants. Limita al nord amb Nieppe, al nord-est amb Armentières, a l'est amb La Chapelle-d'Armentières, al sud-est amb Bois-Grenier, al sud amb Fleurbaix, al sud-oest amb Sailly-sur-la-Lys i a l'oest amb Steenwerck.

## Demografia
| 1962                                       | 1968  | 1975  | 1982  | 1990  | 1999  | 2006  |
| ------------------------------------------ | ----- | ----- | ----- | ----- | ----- | ----- |
| 3.257                                      | 3.456 | 3.658 | 3.949 | 4.355 | 4.445 | 4.507 |
| Des de 1962: població sense dobles comptes |       |       |       |       |       |       |

## Administració
| Període | Identitat      | Partit |
| ------- | -------------- | ------ |
| 2001 -  | Alain Bézirard | UMP    |